# 紀元前197年
紀元前197年（きげんぜん197ねん）は、ローマ暦の年である。ローマ建国紀元557年、ガイウス・コルネリウス・ケテグスとクィントゥス・ミヌキウス・ルフスが執政官の年。

## 他の紀年法
- 干支 : 甲辰
- 日本
  - 孝元天皇18年
  - 皇紀464年
- 中国
  - 前漢 : 高祖10年
- 朝鮮
  - 檀紀2137年
- 仏滅紀元 : 348年
- ユダヤ暦 : 3564年 - 3565年

## できごと

### ギリシア
- マケドニア王国への協力の見返りとして、スパルタ王ナビスは、ピリッポス5世から重要な都市アルゴスを獲得した。ナビスはその後占領の継続を期待して、ローマ帝国に鞍替えした。
- テッサリアで行われたキュノスケファライの戦いで、前執政官ティトゥス・クィンクティウス・フラミニヌスに率いられたローマ軍はピリッポス5世に対して決定的な勝利を収めた。テンペ条約において、ローマの将軍が提案し、ローマ元老院が承認した和平の条件は、ピリッポス5世は王位とマケドニア王国の支配を続けてよいが、彼が征服した全てのギリシアの都市を放棄するというものだった。ピリッポスはローマ帝国に補償金として1000タレントを支払い、ほとんどの捕虜を引き渡し、弟のデメトリウスを含めた人質をローマに差し出さなければならなかった。アエトリア同盟はピリッポス5世に王位を手放すよう求めたが、フラミニヌスは反対した。

### アナトリア
- 父アッタロス1世の死去に伴ってエウメネス2世がペルガモン王国の王になった。
- アンティオコス3世はペルガモン王国の一部と、アナトリアにある多くのギリシアの都市を占領した。

### 共和政ローマ
- 属州が増えたため、この年から法務官が6人に増えた[2]。

## 死去
- アッタロス1世:ペルガモン王国の王（紀元前269年生）